# Georg Wilhelm Carl
Georg Wilhelm Carl (* 3. Juni 1770 in Kassel; † 26. August 1826 in Hanau) war ein deutscher Jurist. Er war kurhessischer Hofgerichtsadvokat und Bürgermeister der Stadt Hanau.

## Familie
Georg Wilhelm Carl war der Sohn des Kasseler Drehers und kurhessischen Wegekommissars Johann Adam Carl (1745–1811) und der Anna Gertrud Sophie geborene Köster (1746–1772) aus Niederlistingen. Georg Wilhelm Carl heiratete am 14. Mai 1798 Louise Charlotte Kaufmann (* 29. Oktober 1772 in Netra; † 4. April 1836, in Hof Trages) in Netra. Das Paar hatte fünf Kinder, die alle in Hanau geboren wurden.

## Leben und Wirken
Georg Wilhelm Carl studierte ab 1791 Rechtswissenschaften an der Universität in Marburg. Wann er nach Hanau kam, ist nicht genau bekannt; sein erster Sohn Adam Ludwig Wilhelm August wurde jedenfalls hier am 1. Oktober 1802 geboren. Ab 1817 wurde er als Hofgerichtsadvokat und Prokurator des evangelisch-lutherischen Konsistoriums geführt. Beide Ämter, die in den Quellen als Procurator Fisci und Syndikus bezeichnet werden, führte er bis zum Jahre 1821 aus.

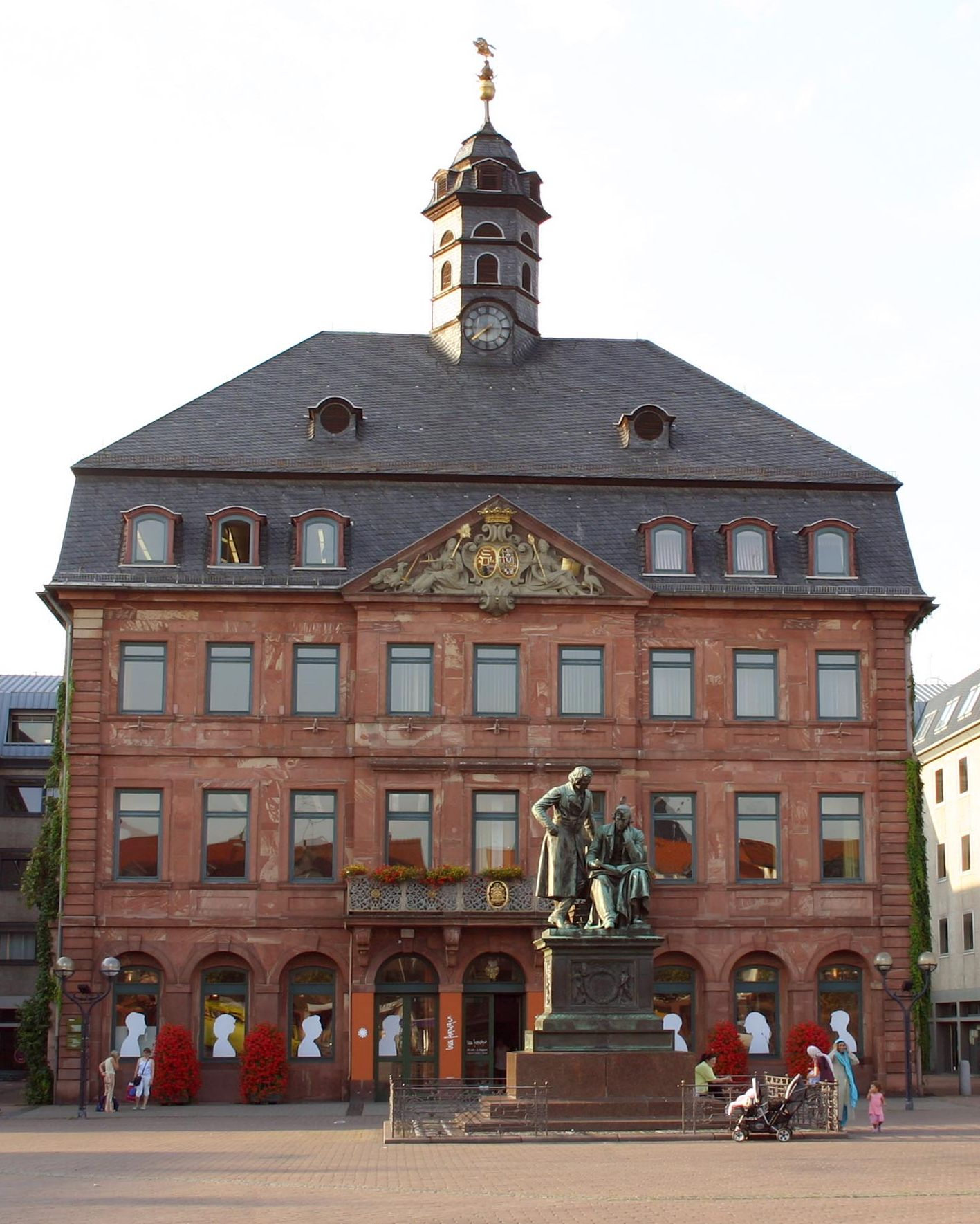
Neustädter Rathaus, Amtssitz von Georg Wilhelm Carl

Im Rahmen der kurhessischen Verwaltungsreform wurde 1821 die Altstadt Hanau mit der 1597 gegründeten Neustadt Hanau vereinigt. Durch die Zusammenlegung der getrennten Stadträte und Verwaltungen schieden auch die bisherigen Bürgermeister Johann Martin Iber (Altstadt) und Johann Heinrich Kuhl (Neustadt) aus ihren Ämtern. 1822 gewann Georg Wilhelm Carl die Wahl zum ersten gemeinsamen Bürgermeister von Alt- und Neu-Hanau. Sein Amtstitel war der eines gewöhnlichen Bürgermeisters, erst sein Nachfolger Bernhard Eberhard nannte sich Oberbürgermeister von Hanau. Georg Wilhelm Carl führte seine Amtsgeschäfte bis zu seinem Tod im Jahre 1826 aus.

## Anmerkung
1. ↑  Während der Zugehörigkeit Hanaus zum Großherzogtum Frankfurt 1810–13 verlor der Neustädter Stadtschultheiß Kuhl vorübergehend seine Ämter. Für drei Jahre führte der damalige Bürgermeister von Althanau Iber die Ratsgeschäfte beider Städte im Titel eines Maire.